# Kamienica przy ul. Mariackiej 5 w Bytomiu
Kamienica przy ul. Mariackiej 5 w Bytomiu – narożna kamienica z 1876 roku w Bytomiu, wpisana do rejestru zabytków nieruchomych województwa śląskiego.

## Historia
Budynek wzniesiono na zamówienie mistrza stolarskiego Karla Garusa w 1876 roku według projektu J. Nitschlera. Kamienica została przebudowana w 1886 roku, projektantem tejże przebudowy był Piontek. Toaleta i łazienka zostały urządzone przez kolejnego właściciela w 1933 roku. Od października 1991 roku budynek jest siedzibą Towarzystwa Miłośników Bytomia. Od strony ul. ks. Karola Koziołka znajdował się bar.
11 kwietnia 1997 roku kamienica została wpisana do rejestru zabytków nieruchomych (nr rej. A/1641/97).

## Architektura
Kamienica została wzniesiona z cegły na rzucie prostokąta ze ściętym narożnikiem w stylu historyzmu. Trzypiętrowa, z niższą dwupiętrową częścią od strony ul. Mariackiej, nakryta dachem pulpitowym, nad niższą znajduje się dach mansardowy.
Elewacje frontowe pokryto czerwoną cegłą klinkierową, natomiast detale architektoniczne, m.in. boniowania, naczółki i obramowania otworów okiennych są jasnej barwy i odcinają się od ceglanego tła. Nad gzymsem przyziemia zachowały się przedwojenne napisy – szyldy reklamowe lokali, które miały swoją siedzibę w kamienicy.

## Galeria

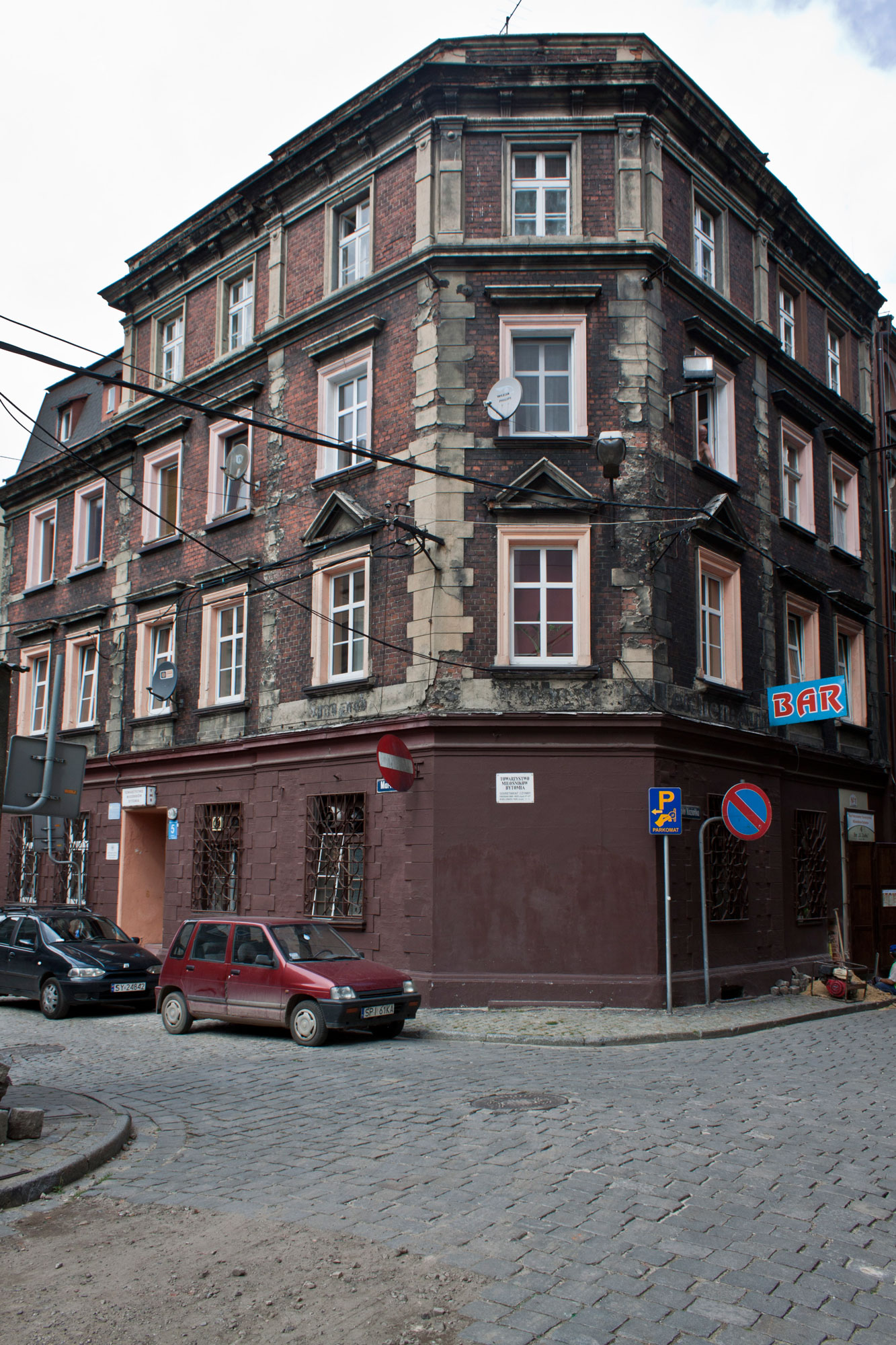
Widok z południowego wschodu (2011)
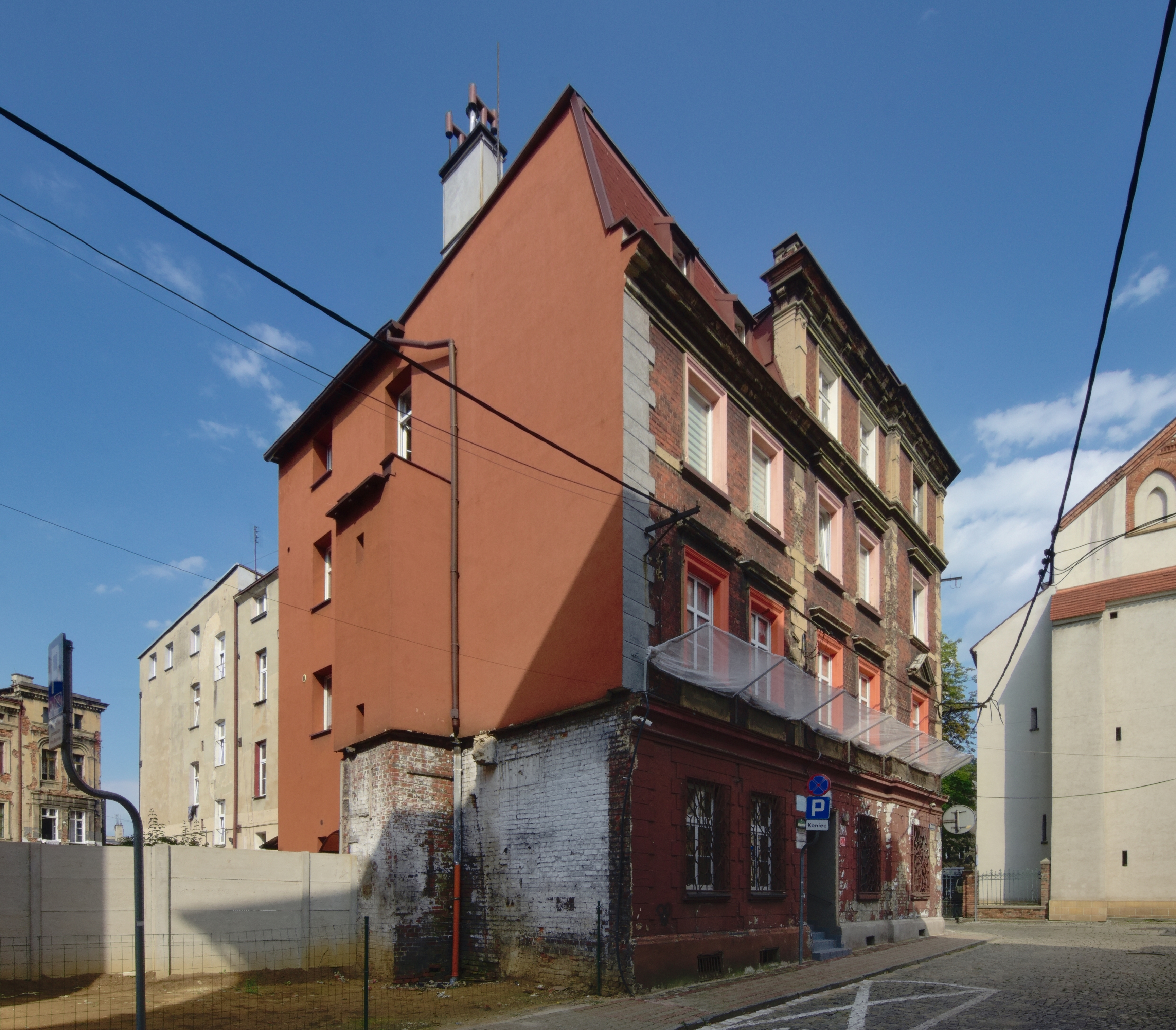
Widok z zachodu (2023)
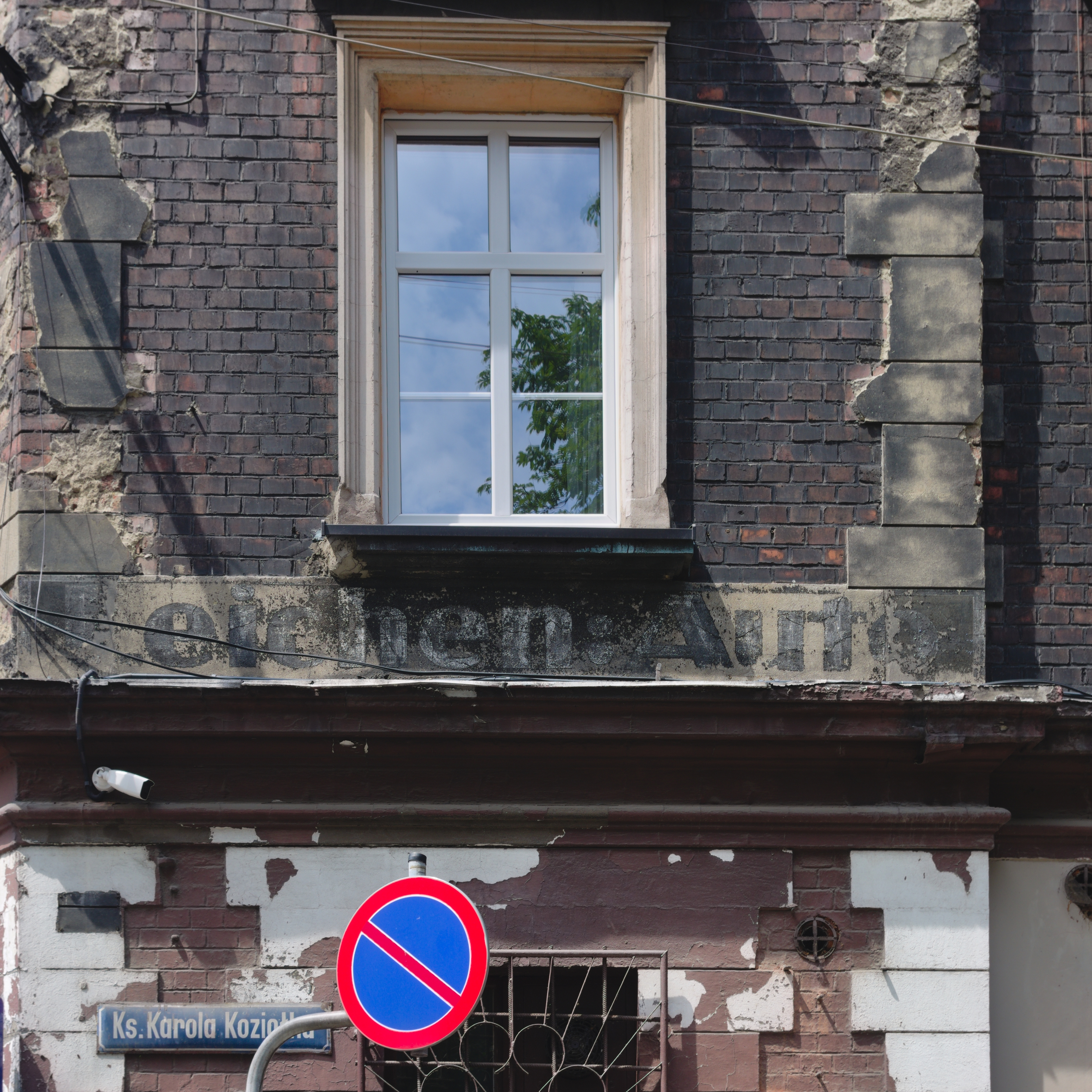
Napis po niemiecku od ul. ks. Koziołka (2021)